# 15 Big Ones
15 Big ones  é o vigésimo álbum de estúdio da banda de rock norte-americana The Beach Boys, lançado em 1976. Foi seu primeiro álbum de estúdio em três anos e o primeiro produzido por Brian Wilson desde Pet Sounds, dez anos antes.
15 Big Ones (Brother / Reprise MS 2251) foi # 8 nos Estados Unidos durante uma estadia de 27 semanas nas paradas. Ele chegou a # 31 no Reino Unido.
15 Big Ones agora está emparelhado em CD com Love You e faixas bônus do período.

## História
No verão de 1974, a Capitol Records, consultando apenas Mike Love, lançou um álbum duplo, compilando os hits "pré-Pet Sounds". Endless Summer foi álbum # 1 na Billboard. Foi a maior venda da banda desde "Good Vibrations", e manteve-se na lista por três anos. No ano seguinte a Capitol lançou outra compilação, Spirit of America, que também vendeu muito bem. Com ambas as compilações, os Beach Boys repentinamente voltaram a ser relevantes para a música americana. O gerente Reiley Jack, que permaneceu nos Países Baixos após a Holland ser lançado, foi demitido das suas funções gerenciais em 1973. A revista Rolling Stone, em 1974, elegeu The Beach Boys a Banda do Ano, com base unicamente no seu material escrito e produzido por Brian quase uma década antes.
Com a saída de Blondie Chaplin, James William Guercio começou a oferecer aconselhamento para a carreira do grupo e acabou sendo tão inteligente e sensato que finalmente se tornou o novo gerente da banda. Com Guercio, o The Beach Boys iniciou uma turnê de grande sucesso em 1975 com a banda Chicago com cada grupo executando algumas das músicas do outro, incluindo a sua colaboração feita no ano anterior "Wishing You Were Here", um hit da banda Chicago. Os vocais dos Beach Boys também foram ouvidos no hit "Don't Let the Sun Go Down on Me" de Elton John, grande fã da banda, em 1974.
A nostalgia dominava os shows do grupo, que não tinha oficialmente lançado álbuns de material novo desde Holland, em 1973. Enquanto os seus shows estavam continuamente lotados, a banda começou a substituir os covers e suas músicas mais recentes pelos hits pré-1967. Nas apresentações, o material da banda de Smiley Smile à Holland acabou por ser gradualmente eliminado e substituído por seus hits de 1961 a 1966. Esta decisão frustrou muitos fãs da banda.
No outono de 1974, as sessões foram realizadas no Caribou estúdio Ranch (propriedade de James William Guercio), no Colorado e Studio Brother em Santa Monica para um álbum previsto para ser lançado no início de 1975. Foi relatado que Brian era ativamente envolvido no processo, mas o disco não foi lançado. Muitas das fitas teriam sido destruídas quando a Fazenda Caribou e seu estúdio incendiaram, apenas as fitas gravadas para Brother Studio sobreviveram.
Em 1975, a compilação Endless Summer estava vendendo bem e a banda (sem Brian Wilson) estava viajando muito, fazendo muito sucesso nos Estados Unidos.
No final de janeiro de 1976, The Beach Boys estavam de volta ao estúdio, com produção de Brian Wilson, mais uma vez. Ele decidiu que a banda devia fazer um álbum só de covers, mas os irmãos Carl Wilson e Dennis Wilson discordaram, sentindo que, depois de tanto tempo, um álbum de originais seria o ideal. Mike Love e Al Jardine supostamente queriam que o álbum saísse o mais rapidamente possível para se beneficiar do ressurgimento de sua popularidade. Em um ponto durante as gravações, foi decidido que seria lançado um álbum duplo: um álbum de covers e outro de material original. No final, uma mistura de inéditas e covers foi acordada, apesar dos irmãos mais novos de Brian ficarem descontentes. Seja como for, 15 Big Ones foi uma mudança radical de álbuns anteriores, como Sunflower e Holland.
O álbum foi divulgado por um especial de televisão na NBC, em 4 de agosto de 1976, intitulado simplesmente "The Beach Boys", que foi produzido pelo criador do Saturday Night Live, Lorne Michaels, anunciando assim o seu regresso. Um dos destaques do especial foi uma versão da canção de "Alexander Hamilton's Double Rock Baptist Choir", onde Brian parece estar mais a vontade do que ele realmente era. Mais à vontade do que no fracasso da camédia "Failure To Surf", que contou com a ajuda de Dan Aykroyd e John Belushi como policiais "surf ".
A regravação "Rock and Roll Music"  foi # 5 nos Estados Unidos e # 36 no Reino Unido. A inédita "It's OK", de Brian e Mike foi mais um regresso ao seu estilo anterior e foi um hit moderado, alcançando # 29 nos Estados Unidos.
O grupo também embarcou em uma grande turnê pelos Estados Unidos e várias das performances incluíam Brian. Apesar de Dennis Wilson sugerir chamar o álbum de Group Therapy, e ter rejeitado Pick Up Ya No 8 (da canção "I Wanna Pick You Up") 15 Big Ones, foi nomeado por causa dos seus quinze anos na empresa e pelo fato de ter tido o mesmo número de faixas. Foi lançado no final de junho, atingindo # 8 nos Estados Unidos e indo a ouro. Foi o mais bem sucedido álbum de estúdio dos Beach Boys em quase dez anos, embora a crítica ao álbum não tenha sido boa.

## Capa
A capa do álbum foi feita por Jim Evans.
| Críticas profissionais                                                      | Críticas profissionais |
| Avaliações da crítica                                                       | Avaliações da crítica  |
| Fonte                                                                       | Avaliação              |
| --------------------------------------------------------------------------- | ---------------------- |
| allmusic                                                                    | [ 2 ]                  |
| Pitchfork Media                                                             | (1.5/10)               |
| Robert Christgau                                                            | (B)                    |
| Esta tabela precisa de ser acompanhada por texto em prosa. Consulte o guia. |                        |

## Faixas
1. "Rock And Roll Music" (Chuck Berry) — 2:29
  - Mike Love nos vocais
2. "It's OK" (Brian Wilson/Mike Love) — 2:12
  - Mike Love nos vocais [com Dennis Wilson]
3. "Had to Phone Ya" (Brian Wilson/Mike Love/Diane Rovell) — 1:43
  - Mike Love, Al Jardine, Dennis Wilson, Carl Wilson e Brian Wilson nos vocais
4. "Chapel of Love" (Jeff Barry/Ellie Greenwich/Phil Spector) — 2:34
  - Brian Wilson nos vocais
5. "Everyone's in Love with You" (Mike Love) — 2:42
  - Mike Love nos vocais
6. "Talk to Me" (J. Seneca) — 2:14
  - Carl Wilson nos vocais
7. "That Same Song" (Brian Wilson/Mike Love) — 2:16
  - Brian Wilson nos vocais
8. "TM Song" (Brian Wilson) — 1:34
  - Al Jardine nos vocais e todos os membros do grupo na introdução falada
9. "Palisades Park" (C. Barris) — 2:27
  - Carl Wilson nos vocais
10. "Susie Cincinnati" (Al Jardine) — 2:57
  - Al Jardine nos vocais
11. "A Casual Look" (E. Wells) — 2:45
  - Mike Love e Al Jardine nos vocais
12. "Blueberry Hill" (A. Lewis/L. Stock/V. Rose) — 3:01
  -  Mike Love nos vocais
13. "Back Home" (Brian Wilson/Bob Norberg) — 2:49
  - Brian Wilson nos vocais
14. "In the Still of the Night" (F. Parris) — 3:03
  - Dennis Wilson nos vocais
15. "Just Once in My Life" (Gerry Goffin/Carole King/Phil Spector) — 3:47
  -  Carl Wilson e Brian Wilson nos vocais

### Singles
- "Rock And Roll Music" b/w "TM Song" (Brother 1354), 24 de Maio de 1976 Estados Unidos # 5; Reino unido # 6
- "It's O.K." b/w "Had to Phone Ya" (Brother 1368), 9 de agosto de 1976 Estados Unidos # 29
- "Everyone's In Love With You" b/w "Susie Cincinnati" (Brother 1375), 1 de novembro de 1976